# Lista de prefeitos de Buriti de Goiás
Esta é a lista de prefeitos do município de Buriti de Goiás, estado brasileiro de Goiás.
| Nº | Nome                                                        | Partido                                          | Votos | Início do mandato     | Fim do mandato         | Observações                             |
| 1  | Edmar Borges de Lima (Sanclerlândia, 14.10.1969–)           | Partido do Movimento Democrático Brasileiro PMDB | 1 185 | 1° de janeiro de 1997 | 31 de dezembro de 2000 | Prefeito eleito em sufrágio universal   |
| 1  | Edmar Borges de Lima (Sanclerlândia, 14.10.1969–)           | Partido do Movimento Democrático Brasileiro PMDB | 1 704 | 1° de janeiro de 2001 | 31 de dezembro de 2004 | Prefeito reeleito em sufrágio universal |
| 2  | Altamiro Antônio da Silva, Branco (Mossâmedes, 26.05.1951–) | Partido da Social Democracia Brasileira PSDB     | 1 203 | 1° de janeiro de 2005 | 31 de dezembro de 2008 | Prefeito eleito em sufrágio universal   |
| 3  | Regina Maria Costa Lima (Anicuns, 01.08.1971–)              | Partido do Movimento Democrático Brasileiro PMDB | 1 224 | 1° de janeiro de 2009 | 31 de dezembro de 2012 | Prefeita eleita em sufrágio universal   |
| 4  | Eliés Alves Pinto (Sanclerlândia, 04.11.1978–)              | Partido do Movimento Democrático Brasileiro PMDB | 1 520 | 1° de janeiro de 2013 | 31 de dezembro de 2016 | Prefeito eleito em sufrágio universal   |
| 5  | Edmar Borges de Lima                                        | Partido do Movimento Democrático Brasileiro PMDB | 1 555 | 1° de janeiro de 2017 | 31 de dezembro de 2020 | Prefeito eleito em sufrágio universal   |
| 5  | Átila Rúbia de Deus (Itaberaí, 20.01.1980–)                 | Democratas DEM                                   | 1 460 | 1° de janeiro de 2021 | 31 de dezembro de 2024 | Prefeita eleita em sufrágio universal   |
| 5  | Átila Rúbia de Deus (Itaberaí, 20.01.1980–)                 | União Brasil UNIÃO                               | 2 322 | 1° de janeiro de 2025 | 31 de dezembro de 2028 | Prefeita reeleita em sufrágio universal |

- n/c: não consta